# Ponta Cavingui
A Ponta Cavingui é uma formação geológica costeira de São Tomé e Príncipe, localizada na ilha de São Tomé, a Sul da província Caué. Este acidente geológico localiza-se entre a Praia da Istanga e a Ponta Baleia.